# Tantilla robusta
Espèce
Statut de conservation UICN

 DD  : Données insuffisantes
Tantilla robusta  est une espèce de serpents de la famille des Colubridae.

## Répartition
Cette espèce est endémique de l'État de Puebla au Mexique. Cette espèce n'est connue que dans sa localité type, Octimaxal Norte, un petit village à 930 m d'altitude.

## Description
L'holotype de Tantilla robusta, une femelle adulte, mesure 426 mm dont 31 mm pour la queue. Son dos est uniformément brun foncé et sa face ventrale crème.

## Étymologie
Son nom d'espèce, du latin robusta, « fort, résistant, solide », lui a été donné en référence à son apparence.

## Publication originale
- Canseco-Márquez, Mendelsohn & Gutiérrez-Mayén, 2002 : A new species of large Tantilla (Squamata: Colubridae) from the Sierra Madre Oriental of Puebla, Mexico. Herpetologica, vol. 58, n. 4, p. 492-497 (texte intégral).